# Grenier médocain
Il grenier médocain è un prodotto francese di salumeria specifica che si gusta freddo. Il Code des usages de la charcuterie, de la salaison et des conserves de viande (Codice degli usi della salumeria, della salatura e delle conserve di carne) ne dà questa definizione (2016): 
(Codice degli usi della salumeria, della salatura e delle conserve di carne)

## Presentazione
Si tratta di un prodotto di salumeria molto piccante, cotto in un court bouillon, ben noto e apprezzato regionalmente, che il Code des usages ignorava ancora nella sua edizione del 2011. Esso lo cita nel suo articolo 10.1, capitolo « Dénominations particulières », nell'edizione messa in linea dall'inizio del 2016 da parte dell'IFIP (Institut du porc). Questa specialità richiede una capacità personale, praticata soprattutto tra Saint-Estèphe (Gironda) e Saint-Laurent-Médoc. Si può notare che la pancia (stomaco, all'occorrenza) di maiale farcita è, o è stata, apprezzata in altre regioni, con differenti preparazioni, per esempio nell'Ardèche, in Alsazia così come nel Belgio.

## Preparazione
La preparazione del grenier médocain richiede abilità ma è semplice. Il salumiere, dopo aver pulito e sgrassato la pancia del maiale, la condisce con sale, pepe, aglio e diverse spezie, eventualmente di spezie Rabelais (marchio commerciale d'una mescolanza di spezie indigene, africane e asiatiche), che danno gusto a questa carne inizialmente sciapa. Egli la taglia in modo da poterla arrotolare a palla, cucita in modo che rimanga in forma con la cottura. Gli altri eventuali ingredienti, fra cui il cognac, la composizione del "bollito" e i tempi di cottura possono essere considerati come un «segreto del mestiere». La preparazione di questa specialità, opera di salumeria professionale, richiede materia prima e capacità.

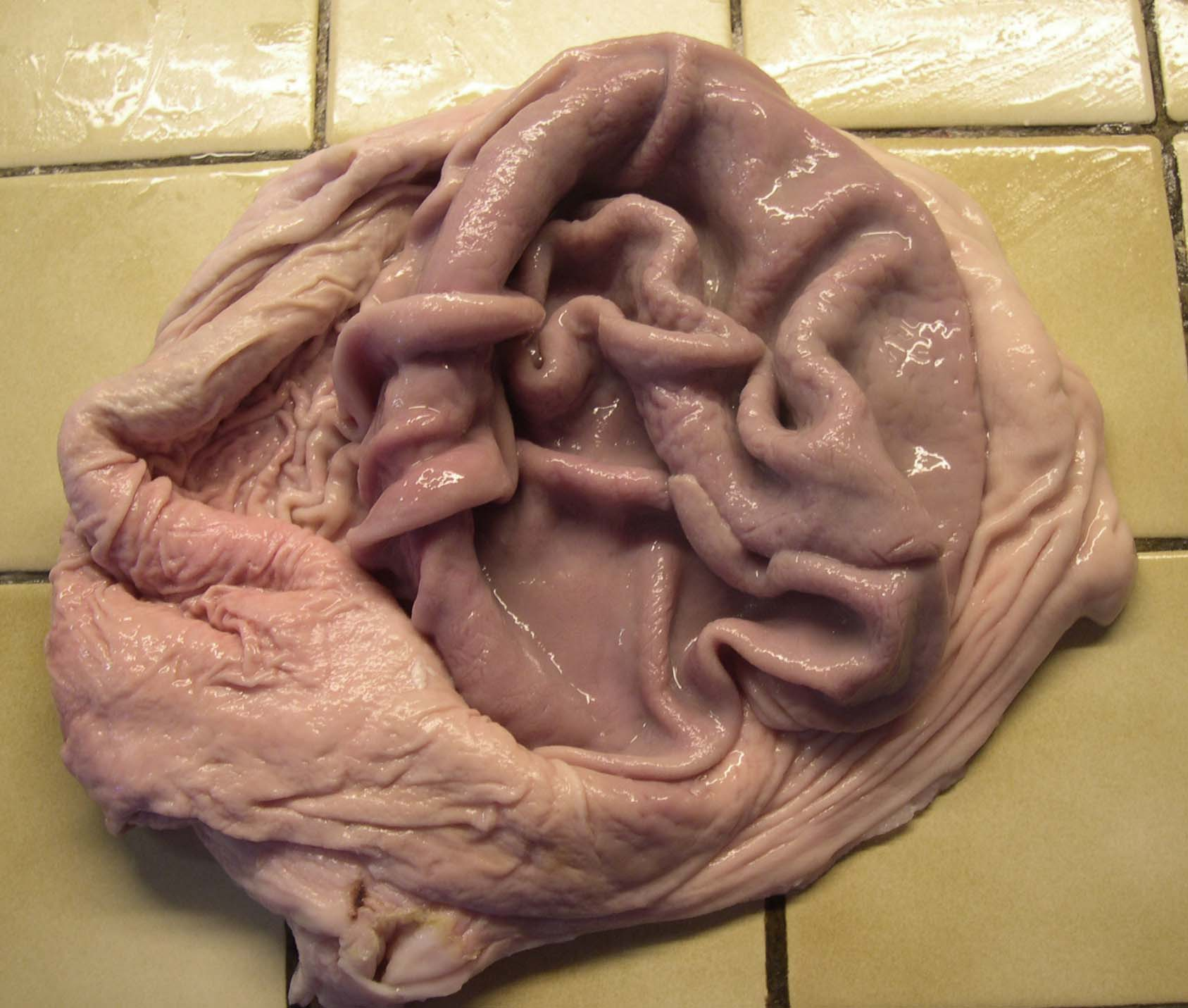
Stomaco di maiale pulito e preparato.
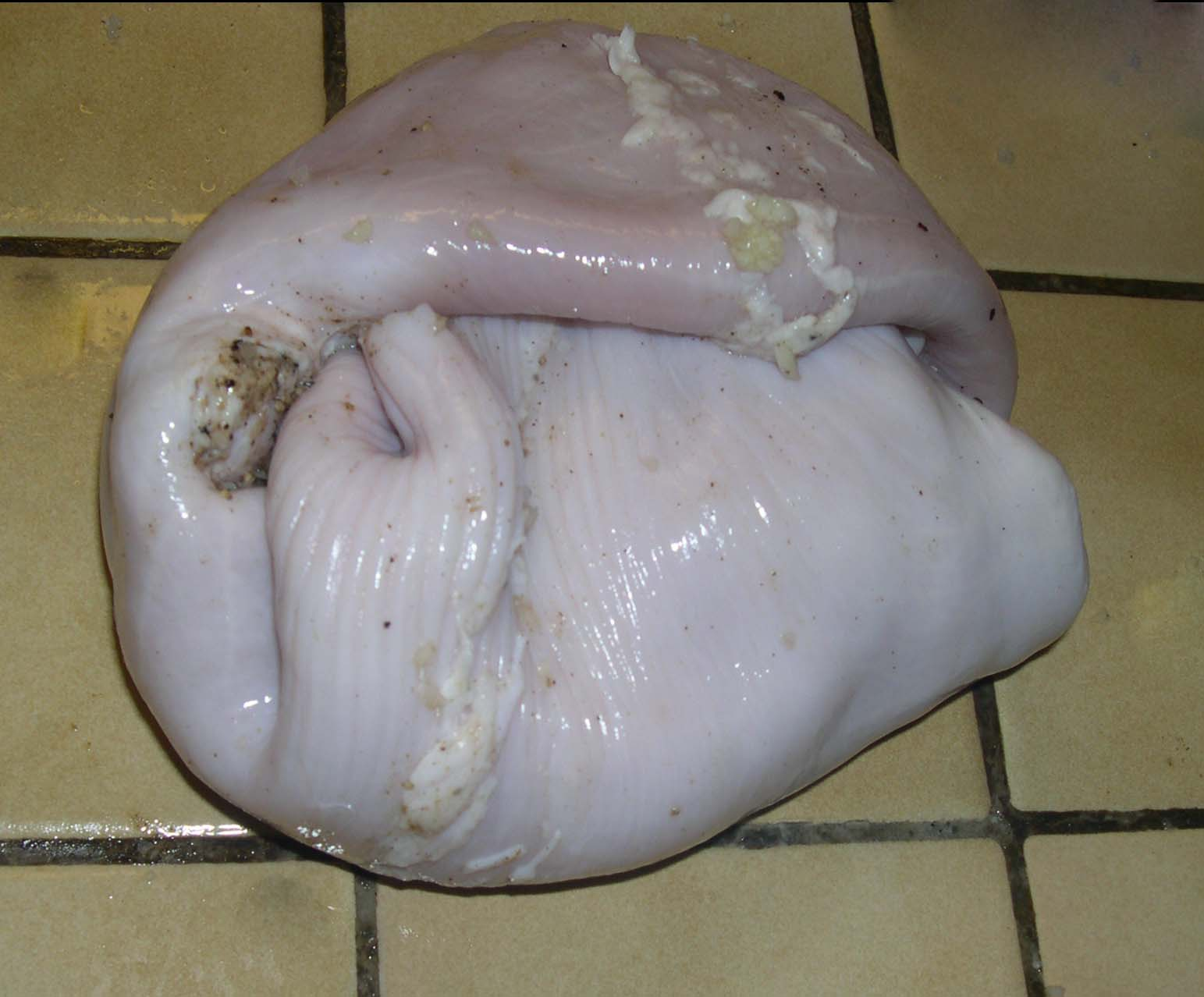
Stomaco di maiale condito e arrotolato.
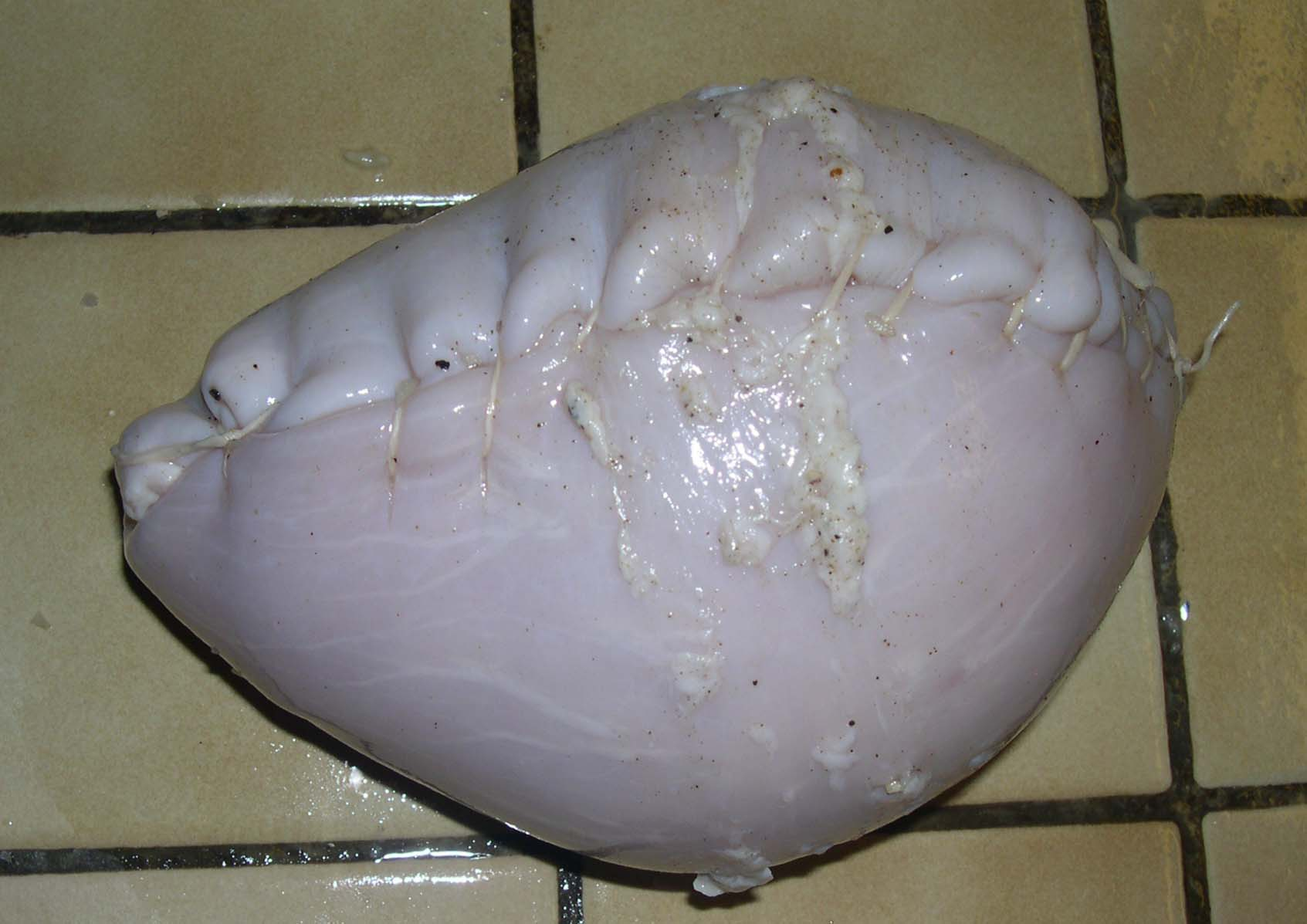
Stomaco di maiale pronto per la cottura.

## Degustazione
Il grenier médocain si mangia più spesso freddo, tagliato finemente. Un tempo salume per spuntini, oggi è un antipasto, essendo presentato solo o insieme al "piatto del Medoc, con sanguinacci e ciccioli. Esso può anche essere gustato caldo, per esempio tagliato a fette sottili su delle gallette di grano nero (come le gallette all'andouille di Guéméné) o passato al micro-onde da 1 minuto e 30 a 2 minuti, accompagnato da uno strato di patate schiacciate, coronato da acetosella appena "saltata" in olio di oliva. 
Il grenier médocain, molto poco noto al di fuori della regione di Bordeaux, stupisce talvolta i degustatori non avvertiti della tendenza, piuttosto banale nel Sud-Ovest della Francia e alle pendici dei Pirenei, ad abbondare con il pepe.
Alcuni giurati, per la maggior parte parigini, che accordarono nel 2018 il diploma dell'Associazione degli Amatori dell'Andouillette Autentica di fronte al grenier médocain d'un salumiere di Mérignac, furono di primo acchito sorpresi, nonostante avessero degustato una versione che in seguito fu detto loro che era "temperata".

## Abbinamento con i vini
L'origine di questo salume indica teoricamente una scelta di vini da cercare tra i Médoc (AOC), ma si diffiderà dei tannini potenti, poco sciolti. Questo salume può non di meno accordarsi con i numerosi rossi del Sud-Ovest, della Linguadoca, del Bandol, dell'universo del Rodano, relativamente tannici, molto giovani. I pinot neri più potenti, ma non necessariamente i più fini, possono affrontare il grenier médocain in modo «spaesato».
I vini troppo delicati spariscono di fronte a questo prodotto di forte personalità, talvolta ricco di spezie che il consumatore fatica un po' ad analizzare. Pare difficile che dei bianchi o dei rosati "tengano botta", anche se potenti ed, evidentemente, senza carico di zucchero residuo.